# Regering-Hadik

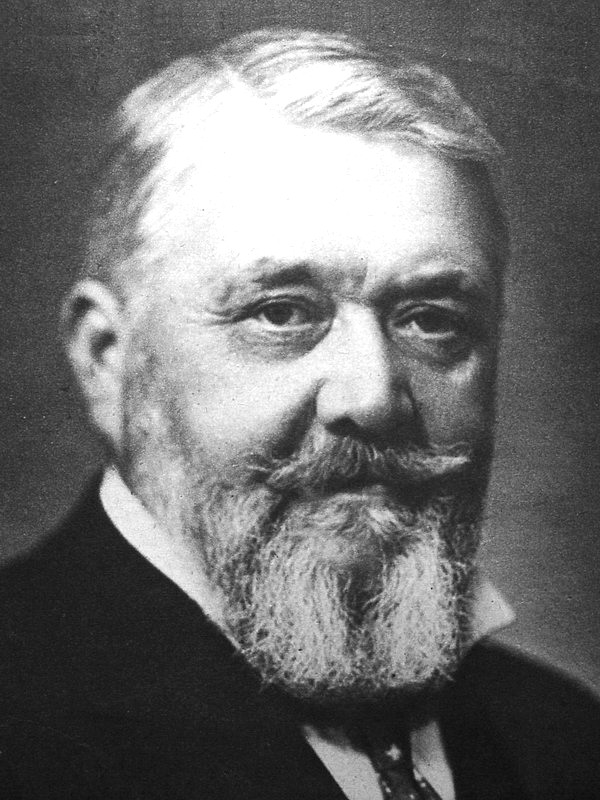
János Hadik

De regering-Hadik was de kortstondige regering onder leiding van János Hadik die Hongarije bestuurde van 30 tot 31 oktober 1918. Ze was de regering met de kortste looptijd in de Hongaarse geschiedenis. In totaal was ze slechts 17 uur in functie.

## Geschiedenis
Na het aftreden van Wekerle was de algemene verwachting dat de koning Mihály Károlyi zou aanstellen tot nieuwe premier. Hij koos daarentegen voor János Hadik. Wekerle nam op 30 oktober rond 10u 's ochtends afscheid van zijn personeel en kantoor en tegen 10u 's avonds was Hadik klaar met zijn formatiegesprekken.
Overdag was er echter een demonstratie ontstaan in Boedapest, waaruit rellen volgden. De rebellen bevrijdden politieke gevangenen, bezetten militaire en openbare gebouwen en in de loop van de nacht werden bovendien gewapenderhand strategische punten ingenomen in de stad. Om 3u 's ochtends legde Hadik ten gevolge van de omstandigheden zijn ambt neer, zonder dat zijn regering ooit was ingezworen. Diezelfde dag nog zegevierde de aan de gang zijnde Asterrevolutie.
In de loop van 31 oktober werd de koning gedwongen om de staatsgreep te erkennen en werd Károlyi door aartshertog Jozef, met de goedkeuring van de koning, aangesteld tot nieuwe premier. Hiermee kwam er een eind de eeuwenlange Oostenrijkse heerschappij in Hongarije en nam de Democratische Republiek Hongarije een begin.

## Samenstelling
- István Rakovszky: minister naast de Koning,
- Lajos Návay: minister van Binnenlandse Zaken,
- János Grünn: minister van Financiën,
- Miksa Fenyő: minister van Handel,
- István Nagyatádi Szabó: minister van Landbouw,
- Károly Huszár: minister van Godsdienst en onderwijs.

- Baron Lajos Kürthy: was voorzien als minister van Voedselvoorziening,
- Ákos Bizony: was de portefeuille Justitie aangeboden en zou de dag erop zijn beslissing kenbaar maken,
- De portefeuille Defensie was nog vacant, maar zou ook de dag erop ingevuld worden.